# Opisostorthia
Opisostorthia là một chi bướm đêm thuộc họ Geometridae.